# Понте ин Валтелина
Понте ин Валтелина (итал. Ponte in Valtellina) је насеље у Италији у округу Сондрио, региону Ломбардија.
Према процени из 2011. у насељу је живело 1730 становника. Насеље се налази на надморској висини од 503 м.

## Становништво
Према резултатима пописа становништва 2011. у општини је живело 2.304 становника.
| 1931. | 1936. | 1951. | 1961. | 1971. | 1981. | 1991. | 2001. | 2011. |
| ----- | ----- | ----- | ----- | ----- | ----- | ----- | ----- | ----- |
| 3.348 | 3.310 | 3.152 | 2.962 | 2.563 | 2.329 | 2.239 | 2.252 | 2.304 |